# Pashmi Qal`eh
Pashmī Qal‘eh é uma cidade do Afeganistão, localizada na província de Balkh.